# Tugdual von Tréguier

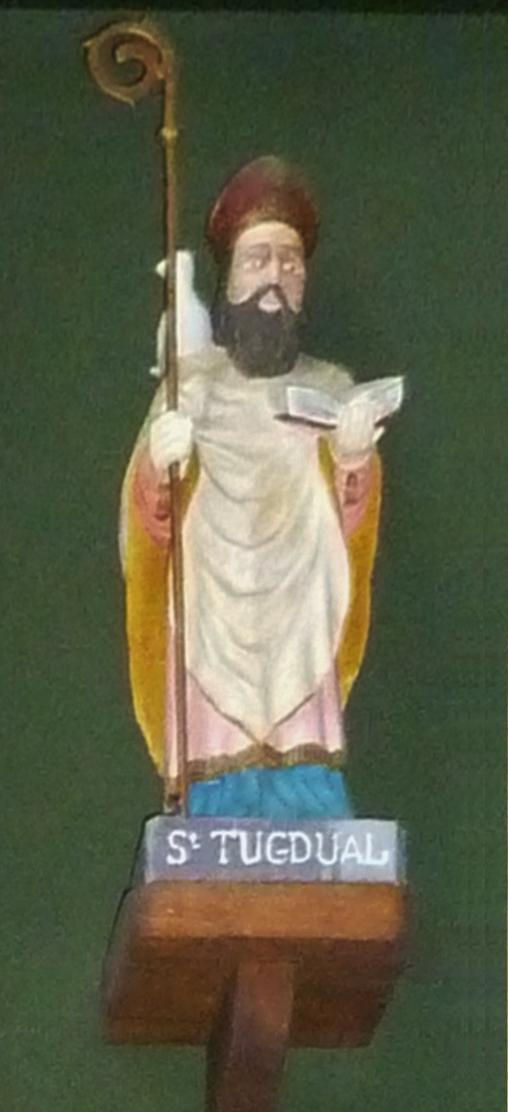
Tugdual als einer der sieben bretonischen Gründerheiligen; volkstümliche Darstellung in Saint-Pol-de-Léon

Tugdual, bretonisch Tudwal (Tudal, Thual), auch Pabu – „Vater, Abt“ (* um 490; † 30. November 553 ? in Tréguier), war ein christlicher Glaubensbote in der Bretagne und laut späterer Überlieferung der erste Bischof von Tréguier. Er ist ein Heiliger der katholischen Kirche, Patron der Kathedrale von Tréguier und einer der „sieben Gründerheiligen“ (sept saints fondateurs) der Bretagne. Sein Gedenktag ist der 30. November.

## Leben
Tugdual, so die Überlieferung, war als Knabe Klosterschüler in Llantwit Major an der Südküste von Wales. Etwa 25-jährig setzte er mit einer großen Zahl von Gefährten zum Festland über. Hintergrund dürfte die Einwanderung der Bretonen aus Großbritannien sein. Im später nach ihm benannten Saint-Pabu gründete er ein Kloster, dessen Abt er wurde. Nach einiger Zeit brach er mit mehreren Mönchen zur Wandermission auf. Er bekehrte viele seiner eingewanderten Landsleute zum Christentum und gründete mit Unterstützung der Stammesführer zahlreiche Klöster. Seine bedeutendste Gründung wurde die Abtei Tréguier, ein Klosterbistum nach iroschottischem Vorbild, aus dem sich die Diözese Tréguier entwickelte. Von König Childebert I. erlangte er 532 die Bestätigung seiner Gründungen. Es heißt, das Volk von Tréguier habe seine Erhebung zum Bischof verlangt.
Nach anderen Überlieferungen soll er eine Einsiedelei auf Saint Tudwal’s Island Ost errichtet haben.

## Verehrung
Die Reliquien des heiligen Tugdual werden in der Kathedrale von Tréguier zusammen mit denen des heiligen Yves in einem vergoldeten Schrein aufbewahrt, den der Pariser Erzbischof Hyacinthe-Louis de Quélen im 19. Jahrhundert stiftete.
Eine bretonische Legende erzählt, Tugdual habe auf Pilgerschaft in Rom den Beisetzungsfeierlichkeiten eines Papstes beigewohnt. Als sich eine weiße Taube auf ihm niederließ, sei er zum Nachfolger proklamiert worden und habe das Amt als Leo V. (Pontifikat 903!) einige Monate ausgeübt, bis ihm ein weißes Pferd erschien und ihn durch die Lüfte nach Tréguier zurücktrug. Zu Tugduals Heiligenattributen gehört daher neben den bischöflichen Insignien die weiße Taube.